# プロイセンの王

プロイセン王国の紋章

プロイセンの王（プロイセンのおう、ドイツ語: König in Preußen）は、1701年から1772年までの間、プロイセン君主としてのブランデンブルク選帝侯が使用していた称号。第一次ポーランド分割後はプロイセン国王（König von Preußen）の称号が使われるようになった。
ドイツ語における前置詞「in」は、方向や場所を表し、本称号も「プロイセンにおける王」と訳す場合がある。

## 概要

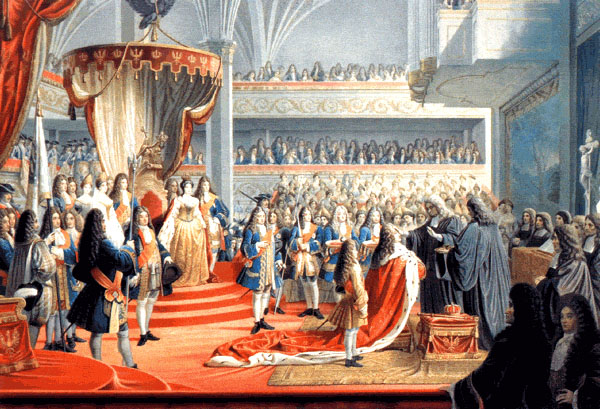
ケーニヒスベルク城で行われたフリードリヒ1世の戴冠式。

ブランデンブルク選帝侯は名目上神聖ローマ皇帝の支配下に置かれ、選帝侯領は神聖ローマ帝国の一部であったが、帝国の領域外にありポーランド王国宗主下のプロイセン公国を獲得し、北方戦争の結果1656年のラビアウ条約およびブロンベルク条約で完全に主権を確立した。
1701年にブランデンブルク選帝侯フリードリヒ3世は王の称号を採用することで、自らの偉大さの誇示を狙った。当時、帝国内にはドイツ王（皇帝が使用した）、ボヘミア王（選帝侯でもあり、当時は皇帝またはその後継者が兼ねた）、ローマ人の王（皇帝の後継者が使用した）の3つの王号があった。一方で世俗選帝侯のうち、ザクセン選帝侯フリードリヒ・アウグスト1世が1697年にポーランド王に選ばれ（アウグスト2世として即位）、ハノーファー選帝侯ゲオルク・ルートヴィヒが1701年制定の王位継承法によって実母に次ぐイングランド王位の第2継承権者となった（1714年にグレートブリテン国王兼アイルランド国王ジョージ1世として即位）。
スペイン継承戦争の際にフリードリヒ3世がオーストリア側に就いて支援した見返りとして、皇帝レオポルト1世はフリードリヒ3世に（「プロイセン国王」ではなく）「プロイセンの王」として戴冠することを許した。フリードリヒ3世は、帝国内に存在する自身の主権が及ぶ領域では、王ではなく単に選帝侯であった。「プロイセン国王」の称号はプロイセン全土を主権下に置くことを意味するものであり、西プロイセンがポーランド王の支配下にあった当時は用いることができなかったのである。
1701年1月17日にフリードリヒ3世は「各人に各人のものを」 の標語が刻まれた黒鷲を王章として捧げた。翌1月18日にフリードリヒ3世は妻ゾフィー・シャルロッテを伴い、バロック式の儀式でケーニヒスベルク城において戴冠式を行った。
フリードリヒ1世の行動は議論を呼んだが、1713年のユトレヒト条約以後は次第に受け入れられるようになった。「プロイセン公」に代わるこの王号の使用は、隣国ポーランドに脅威を与えた。王領プロイセンがポーランド＝リトアニア共和国の領域にあり、ポーランド国王は1742年まで「プロイセン国王」の称号を使用していたからである。また、かつてアルブレヒト・フォン・ブランデンブルクのプロテスタント改宗とプロイセンの世襲公国化によってプロイセンを追われたドイツ騎士団は、ウィーンにおいてこの王号の承認を妨害した。
18世紀を通じてブランデンブルク＝プロイセンの勢威は増していった。フリードリヒ2世は、3度に及ぶシュレージエン戦争でオーストリアに勝利を収めたことで、シュレージエンに強力な支配権を及ぼすようになった。フリードリヒ2世は1772年の第一次ポーランド分割でポーランド王領西プロイセンを併合してプロイセン全土を領土とするに至り、「プロイセン国王」の称号を採用した。